# Borislav Jovanović
Borislav Jovanović (Борислав Јовановић en cyrillique), Danilovgrad 16 octobre 1941 Monténégro, est un écrivain et critique littéraire monténégrin.
En tant que chroniqueur des quotidiens monténégrins, Pobjeda (Victoire) et Montenegrin littéraires Gazette, il révèle plusieurs jeunes écrivains monténégrins. De plus Jovanović a écrit plusieurs livres ainsi qu'environ 200 articles bibliographiques.
Il est considéré comme "la collecte de Jovanovic d'essais intitulé la Monténégrine urbanité littéraire, certes, à ce stade, une plus compétents et à l'extérieur du Monténégro les plus cités de vue littéraire critique de la nouvelle Monténégro, de la littérature principalement en milieu urbain".
Jovanovic est un participant actif dans la lutte publique forte pour la reconnaissance constitutionnelle de la langue monténégrine Monténégrins la langue maternelle (2007 La langue monténégrine est devenue la langue officielle du Monténégro).
Jovanovic est récipiendaire de nombreux prix pour la littérature.

## Sélection d’œuvres
- Le vieil homme et les étoiles (1979)
- Chemins (1983)
- Amputation (2001)
- Dans l'univers littéraire :Vues de la littérature moderne du Monténégro et de l'historiographie (2002).
- Monténégrine urbanité littéraire (2005)
- Biblion :la poésie monténégrin des années nonante (2006)
- Cénotaphe (2006)
- Homme controversé (2009)
- Thanatos piégé (2010)